# Liste der Monuments historiques in Château-Thébaud
Die Liste der Monuments historiques in Château-Thébaud führt die Monuments historiques in der französischen Gemeinde Château-Thébaud auf.

## Liste der Objekte
| Bezeichnung | Beschreibung          | Standort                       | Kennzeichnung | Schutzstatus | Datum | Bild |
| ----------- | --------------------- | ------------------------------ | ------------- | ------------ | ----- | ---- |
| Glocke      | Bronze, 1619 gegossen | in der Kirche St-Martin (Lage) | PM44000107    | Classé       | 1912  |      |